# Font (Duchamp)
Font és una obra d'art atribuïda a Marcel Duchamp. L'any 1917 va intentar exposar un urinari en una mostra organitzada per la Societat d'Artistes Independents de Nova York, el va titular Font (Fountain) i el va signar com a «R. Mutt». És una peça readymade, (també objecte trobat, del francès objet trouvé) l'art realitzat mitjançant l'ús d'objectes ja existents que normalment no es consideren artístics. Amb aquesta obra, Duchamp va iniciar una autèntica revolució al món de l'art (introduint l'avantguardisme) en demostrar que qualsevol objecte mundà podia considerar-se una obra d'art si l'artista el treia del seu context original (en aquest cas, un bany) i el situava en un nou context adequat -una galeria o un museu- i la declarava com a tal. A més, l'obra ha estat interpretada d'infinitat de maneres, fins i tot com a òrgans sexuals femenins.

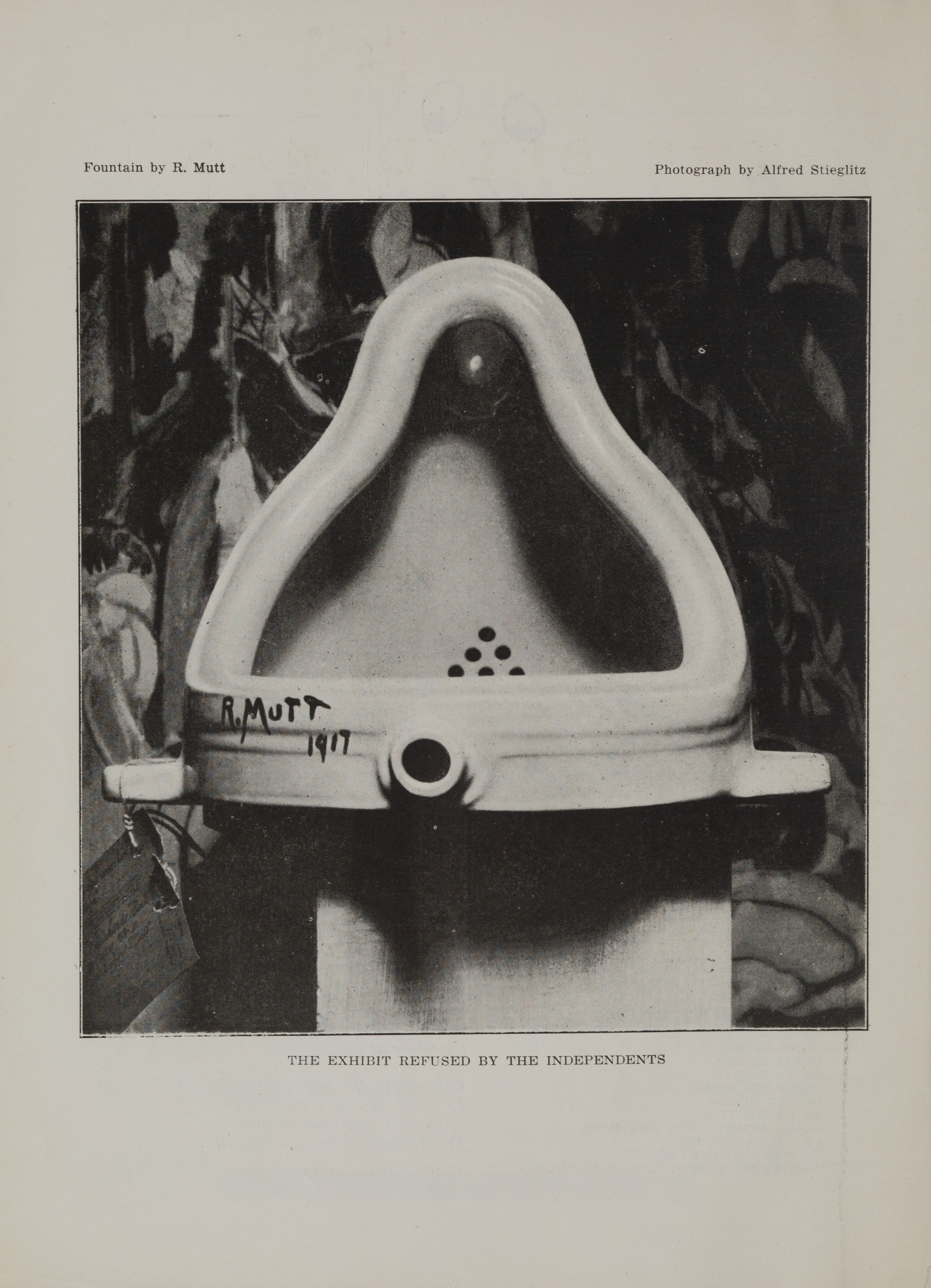
Fotografia de Font publicada a la revista The Blind Man, No. 2, Nova York, 1917

Les bases de la mostra d'art a la qual Duchamp va presentar la peça establia que totes les obres serien acceptades, però la Font va ser rebutjada i retirada ràpidament. La peça original s'ha perdut, encara que va ser documentada pel fotògraf i reconegut galerista Alfred Stieglitz, la qual cosa va significar un recolzament per a l'obra i el seu autor. A partir de la fotografia es van poder realitzar rèpliques per encàrrec de Duchamp en la dècada de 1960, de les quals 15 estan ara en exhibició en diferents museus. L'obra és considerada com una fita important en l'art del segle xx.

## Origen
Duchamp, que havia arribat als Estats Units menys de dos anys abans de la creació de la Font, s'havia involucrat amb el dadaisme, un moviment cultural antirracional, anti-art, a la ciutat de Nova York. La creació de la Font va començar quan, acompanyat per l'artista Joseph Stella i el col·leccionista d'art Walter Arensberg, va comprar un exemplar del model d'urinari Bedfordshire estàndard de la JL Mott Iron Works, 118 Fifth Avenue. L'artista va portar l'urinari al seu estudi en el 33 Oest del Carrer 67, el va girar 90 graus respecte a la seva posició normal d'ús i hi va escriure: "R. Mutt 1917".
En aquell moment Duchamp era membre de la junta de la Societat d'Artistes Independents a l'exposició dels quals el 1917 va presentar l'obra, sota el nom de R. Mutt, presumiblement per ocultar la seva participació en la creació. Encara que s'havia proclamat que s'exhibirien tots els treballs presentats, després de molt de debat pels membres de la junta (la majoria dels quals no sabien que l'havia presentat Duchamp) sobre si la peça era o no art, la Font va ser ocultada de la vista durant l'exhibició. Duchamp i Arensberg van renunciar als seus llocs en la junta després de l'exposició.